# 11468 Shantanunaidu
11468 Shantanunaidu è un asteroide della fascia principale. Scoperto nel 1981, presenta un'orbita caratterizzata da un semiasse maggiore pari a 3,0776006 UA e da un'eccentricità di 0,1666121, inclinata di 0,78903° rispetto all'eclittica.